# Florence E. Allen
Florence E. Allen, nata Florence Ellinwood Allen, (Salt Lake City, 23 marzo 1884 – Mentor, 12 settembre 1966), è stata una giudice statunitense della Corte d'Appello degli Stati Uniti per il Sesto Circuito. È stata la prima donna a far parte di una corte suprema statale e una delle prime due donne a ricoprire il ruolo di giudice federale degli Stati Uniti. Nel 2005, è stata inserita nella National Women's Hall of Fame.

## Primi anni di vita e formazione
Florence Ellinwood Allen nacque il 23 marzo 1884 a Salt Lake City, nello Utah, figlia di Clarence Emir Allen Sr., proprietario di una miniera e poi rappresentante degli Stati Uniti nello Utah, e di sua moglie Corinne Marie, nata Tuckerman. Era una di sette figli: cinque femmine, di cui una morta in tenera età, e due maschi. Il padre era un professore e un linguista e la famiglia si trasferì a Cleveland, Ohio, dove fu assunto da quella che allora si chiamava Western Reserve University e che oggi si chiama Case Western Reserve University.
La giovane Florence crebbe a Cleveland, dove il padre condivise con lei l'amore per le lingue, insegnandole il greco e il latino prima che fosse adolescente. La giovane dimostrò anche un precoce amore per la poesia e un talento per la musica e, dopo aver frequentato il New Lyme Institute di Ashtabula, Ohio, decise di frequentare la Western Reserve, specializzandosi in musica. Laureatasi nel 1904 con un Bachelor of Arts, il padre la inviò a Berlino, nell'Impero tedesco, per continuare i suoi studi musicali. Durante la sua permanenza, lavorò come corrispondente per una rivista di New York chiamata Musical Courier. Il suo progetto iniziale era quello di diventare una pianista da concerto, ma un infortunio le fece interrompere la carriera musicale. Tornò in Ohio nel 1906 e accettò un lavoro come critica musicale per il quotidiano The Plain Dealer, Cleveland, Ohio, incarico che mantenne fino al 1909.
A quel punto cominciò a mostrare un crescente interesse per la politica e la legge, che la portò a conseguire un Master of Arts in scienze politiche presso la Western Reserve, che completò nel 1908. Seguì anche corsi di diritto costituzionale e avrebbe voluto laurearsi, ma all'epoca la facoltà di legge della Western Reserve non ammetteva le donne. Così la Allen seguì corsi e lezioni speciali e divenne sempre più determinata a intraprendere una carriera legale. Frequentò per un anno la facoltà di legge dell'Università di Chicago e poi si trasferì alla New York University School of Law. Per pagare le tasse universitarie trovò lavoro come investigatrice e ricercatrice legale per la Lega di New York per la protezione degli immigrati. Nel 1913 ottenne il Bachelor of Laws, laureandosi con lode. Tornata a Cleveland, fu ammessa all'albo degli avvocati dell'Ohio nel 1914.

## Carriera legale
Per sua stessa ammissione all'inizio non fu un successo. Il primo mese guadagnò solo 25 dollari e tutto ciò che poteva permettersi per il suo ufficio erano due sedie e una macchina da scrivere presa in prestito. Come disse a un giornalista in un'intervista del 1934, “non avevo clienti. E non avevo soldi. Ma avevo grandi speranze”. Tuttavia, per avere successo, aveva bisogno di un po' di esperienza, così si dedicò al volontariato presso la locale Legal Aid Society di Cleveland, dove non solo fece esperienza, ma si impegnò in un importante caso di suffragio.
Da bambina sua madre l'aveva portata a vedere le famose suffragette Susan B. Anthony e Anna Howard Shaw tenere conferenze sui diritti delle donne. E la convinzione che le donne dovessero essere trattate come pari dalla legge senza dubbio risuonò ancora di più in lei come risultato delle sue lotte per essere presa sul serio come avvocato. Si interessò ancora di più alla politica e si impegnò maggiormente per la causa del suffragio femminile. Fu attiva nel National Woman's Party e iniziò a impugnare le leggi locali che limitavano la partecipazione delle donne al processo politico. In particolare, sostenne un caso che arrivò fino alla Corte Suprema dell'Ohio: grazie ai suoi sforzi, ottenne per le donne di East Cleveland il diritto di voto alle elezioni comunali. In questo periodo si impegnò anche in un'altra causa, che le sarebbe rimasta a cuore per tutta la vita: il disarmo e la ricerca della pace nel mondo. Per la Allen si trattava di una questione personale: entrambi i suoi fratelli erano morti mentre servivano il loro Paese durante la Prima Guerra Mondiale.

## Servizio giudiziario statale

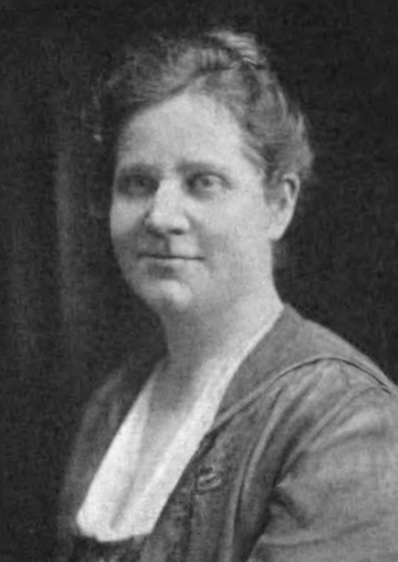
1919

Una volta vinti alcuni casi e conquistato il rispetto dei colleghi uomini, la sua carriera fiorì. Nel 1919 fu nominata procuratore aggiunto della Contea di Cuyahoga a Cleveland. Democratica attiva, incontrò tuttavia l'opposizione del presidente del partito democratico Burr Gongwer. Tuttavia la nomina fu approvata e lei divenne la prima donna dell'Ohio a ricoprire tale incarico. Iniziò quindi a portare i casi davanti al Gran Giurì. Continuò inoltre a sostenere i diritti delle donne, tenendo anche conferenze sulla sua devozione al partito democratico e al processo politico.
Nel 1920 fu eletta giudice del Tribunale delle cause comuni, con una lista non partitica. Fu la prima donna a ricoprire anche questa carica e, durante il suo mandato, giudicò quasi 900 casi. Senza dubbio, la sua sfida più grande fu il caso del gangster Frank Motto, condannato per l'omicidio di due uomini durante una rapina. Con le donne nella giuria e un giudice donna, i critici legali si chiesero se lo stereotipo delle donne emotive, e quindi indulgenti, sarebbe entrato in gioco, ma non fu così. Motto fu condannato e a metà maggio 1921 la Allen lo condannò alla sedia elettrica. Nel 1922 fu eletta alla Corte Suprema dell'Ohio. Dichiarò subito ai giornalisti che intendeva tenere la politica di parte fuori dal sistema giudiziario.
Nel 1928 fu rieletta per un secondo mandato di sei anni alla Corte Suprema dell'Ohio. Tutti i vincitori di quelle elezioni erano repubblicani, tranne lei. Continuò a essere una figura popolare in Ohio, premiata da numerosi gruppi civici per la sua imparzialità. Nel 1930 le è stata conferita la laurea honoris causa in legge (LL.D.) dal Berea College nel Kentucky. Gli avvocati che si presentarono davanti a lei lodarono la sua disponibilità ad ascoltare. E sebbene non avesse paura di prendere decisioni difficili, anche nei casi di pena di morte, la Allen non era solo un giudice “di ordine pubblico”.
Era anche una guida, che incoraggiava le giovani donne a diventare avvocate. Continuò a tenere conferenze educative sulla legge e lavorò instancabilmente per migliorare i diritti legali delle donne. Fu una sostenitrice del servizio di giuria per le donne, in un'epoca in cui molti Stati non lo consentivano ancora, e continuò a incoraggiare le donne a essere politicamente attive pur rimanendo lei stessa apartitica. Nel 1930 la sua reputazione era così positiva che alcuni giornali suggerirono di nominarla per un posto alla Corte Suprema degli Stati Uniti. Tra questi c'era il Christian Science Monitor, che la encomiava per i suoi "eccellenti risultati" come giurista.
Come pacifista era un'oppositrice della guerra e sosteneva che l'unico modo per evitarla era metterla fuori legge. Secondo lei la guerra dovrebbe essere messa fuori legge e dichiarata un crimine. Chiese anche di creare un tribunale internazionale che avesse giurisdizione sulle controversie puramente internazionali e che il diritto internazionale fosse codificato sulla base dell'equità e del diritto.

## Servizio giudiziario federale
Il 6 marzo 1934 fu nominata dal Presidente Franklin D. Roosevelt per un posto alla Corte d'Appello degli Stati Uniti per il Sesto Circuito, lasciato libero dal giudice Smith Hickenlooper. Fu confermata dal Senato degli Stati Uniti il 15 marzo 1934 e ottenne l'incarico il 21 marzo 1934. È stata la seconda donna a prestare servizio nella magistratura federale e la prima donna a ricoprire il ruolo di giudice federale ai sensi dell'Articolo III della Costituzione. Genevieve R. Cline era stata precedentemente nominata giudice federale ai sensi dell'Articolo I presso la Corte doganale degli Stati Uniti. La sua nomina a questa prestigiosa posizione aveva conseguito ampi apprezzamenti. Gli articoli di giornale descrivevano la Allen come "un'abile giurista" e una "profonda studiosa" della legge. È stata giudice capo dal 1958 al 1959. Nel 1958 fu membro della Conferenza Giudiziaria degli Stati Uniti. Ha assunto lo status di senior il 5 ottobre 1959. Il suo servizio è terminato il 12 settembre 1966, alla sua morte.

## Difesa dei diritti delle donne e pacifismo
Continuò a difendere i diritti delle donne. È stata membro dell'Associazione nazionale delle donne d'affari e professioniste, intervenendo a diversi convegni ed è stata membro della National Association of Women Lawyers. Inoltre, continuò a sostenere la necessità di porre fine alle guerre. Nel 1935 fu una delle dieci "donne americane di rilievo", insieme a Eleanor Roosevelt e alla leader femminista Carrie Chapman Catt, a contribuire a Why Wars Must Cease. Nel suo saggio la Allen affermava che le guerre “scatenano istinti demoralizzanti” come “insensibilità, cinismo e avidità”. Secondo la Allen, inoltre, esse contribuiscono a numerosi problemi sociali, tra cui la disgregazione delle famiglie e l'aumento della criminalità.

## Ipotesi relative alla Corte Suprema
La stampa continuò a speculare su una possibile candidatura della Allen alla Corte Suprema. All'inizio del 1939, quando il giudice della Corte Suprema Louis D. Brandeis stava per andare in pensione, alcuni sostenitori della Allen cercarono di convincere il presidente Roosevelt che era giunto il momento di nominare una donna, ricordando al presidente che la Allen era estremamente qualificata. Tra i sostenitori della Allen c'era Lillian D. Rock, ex vicepresidente della National Association of Women Lawyers (Associazione Nazionale delle Donne Avvocato) e presidente di un comitato di recente creazione il cui scopo era quello di incoraggiare la nomina di un maggior numero di donne a posizioni importanti nell'amministrazione. Ciononostante, la Allen non fu nominata alla Corte Suprema e fu un altro giudice uomo, William O. Douglas, a sostituire il giudice Brandeis. Negli anni successivi, ogni volta che si liberava un posto, i sostenitori della Allen la proponevano di nuovo, ma senza successo.

## Sostegno continuo
Nel Tribunale Distrettuale, Sesto Circuito, ha esaminato casi provenienti da Ohio, Michigan, Kentucky e Tennessee. Nel 1940 scrisse Questa nostra Costituzione. Anche dopo lo scoppio della Seconda guerra mondiale, rimase ferma nella sua determinazione a lavorare per la pace. Continuò a parlare e a tenere conferenze sia di persona che alla radio. Nel 1944 l'Associazione nazionale delle donne avvocato propose il suo nome come persona impegnata nei negoziati di pace internazionali. Quando la guerra finì, continuò a parlare ai gruppi civici, soprattutto ai club femminili. Il suo messaggio era che affidarsi alle Nazioni Unite non avrebbe impedito la prossima guerra. Era essenziale che i singoli cittadini continuassero a chiedere a ogni Paese, grande o piccolo non importa, il rispetto dello stato di diritto. "Per garantire la pace, deve esserci giustizia", dichiarò ai 3.000 partecipanti alla conferenza della National Federation of Business and Professional Women's Clubs. “Non ci può essere giustizia se non c'è una rinascita dei principi morali tra le nazioni. Non ci può essere una rinascita del principio morale se la coscienza dei popoli non diventa articolata”.
La stessa Allen rimase una portavoce molto articolata sui temi che le stavano a cuore. Era considerata una figura così credibile che nel 1947 l'Accademia americana di scienze politiche e sociali le chiese di condurre uno studio sui modelli di voto delle donne, per offrire la sua valutazione sull'effettivo utilizzo del diritto di voto da parte delle donne e sulla loro partecipazione attiva al processo politico. Nei colloqui successivi, la Allen espresse l'opinione che, sebbene molte donne stessero effettivamente votando e parlando di problemi, era in atto un cambiamento generazionale. Le donne leader dinamiche che si erano battute per il suffragio e avevano portato a una maggiore partecipazione delle donne in altri settori della vita pubblica erano ormai decedute e non erano ancora state sostituite. L''oratrice espresse la sua preoccupazione per la mancanza di una leadership nuova e dinamica e si augurò che ne emergessero di nuove.

## Rinnovate ipotesi relative alla Corte Suprema
I sostenitori della Allen cercarono nuovamente di farla nominare alla Corte Suprema degli Stati Uniti durante la presidenza di Harry S. Truman, ma Truman sembrò opporsi alla presenza di una donna nella più alta corte del Paese. In seguito le fu detto che la riluttanza di Truman a nominarla aveva a che fare con la sua convinzione che una donna avrebbe messo a disagio i giudici maschi. "Dicono che non potrebbero sedersi con la toga e i piedi in alto e discutere sui problemi". La riluttanza di Truman a nominare una donna si estese anche ad altre sedi. Quando c'erano più di 20 posti vacanti in una corte federale, la sua lista originale di nominati era tutta al maschile; solo dopo le proteste di alcune autorevoli donne politiche, il presidente nominò una donna, Burnita Shelton Matthews, alla presidenza della Corte distrettuale degli Stati Uniti per il Distretto della Columbia nel 1949. Dopo il pensionamento, continuò a tenere discorsi e iniziò a lavorare alla sua autobiografia. L'opera, intitolata To Do Justly, fu pubblicata nell'autunno del 1965.

## Morte
In declino di salute dopo essere caduta e essersi rotta l'anca, la Allen morì il 12 settembre 1966 a Waite Hill, in Ohio, dove viveva con un lontano cugino da quando era andata in pensione.

## Onorificenze
Nel 2005 Florence Ellinwood Allen è stata inserita nella National Women's Hall of Fame.